# Seznam senatorjev štirinajste italijanske legislature
Seznam senatorjev 14. legislature Italijanske republike je urejen po političnih strankah.

## Naprej Italija
- Antonio Agogliati
- Maria Elisabetta Alberti Casellati
- Roberto Antonione
- Giacomo Archiutti
- Franco Asciutti
- Antonio Azzollini
- Massimo Baldini
- Paolo Barelli
- Filadelfio Guido Basile
- Laura Bianconi
- Giampaolo Bettamio
- Gabriele Boscetto
- Giulio Camber
- Gianpiero Carlo Cantoni
- Guglielmo Castagnetti
- Roberto Centaro
- Francesco Chirilli
- Angelo Maria Cicolani
- Romano Comincioli
- Domenico Contestabile
- Rosario Giorgio Costa
- Antonio D'Alì
- Alfredo D'Ambrosio
- Giuseppe Degennaro
- Marcello Dell'Utri
- Walter De Rigo
- Ida D'Ippolito
- Luigi Fabbri
- Luciano Falcier
- Gaetano Fasolino
- Gian Pietro Favaro
- Pasqualino Lorenzo Federici
- Mario Francesco Ferrara
- Giuseppe Firrarello
- Aventino Frau
- Antonio Gentile
- Antonio Franco Girfatti
- Pasquale Giuliano
- Mario Greco
- Luigi Grillo
- Vittorio Guasti
- Furio Gubetti
- Paolo Guzzanti
- Raffaele Iannuzzi
- Maria Claudia Ioannucci
- Cosimo Izzo
- Enrico La Loggia
- Salvatore Lauro
- Guido Mainardi
- Lucio Malan
- Luigi Manfredi
- Ignazio Manunza
- Salvatore Marano
- Riccardo Minardo
- Carmelo Morra
- Pasquale Nessa
- Emiddio Novi
- Giuseppe Onorato Benito Nocco
- Liborio Ognibene
- Antonio Domenico Pasinato
- Andrea Pastore
- Marcello Pera
- Vittorio Pessina
- Enrico Pianetta
- Lorenzo Piccioni
- Egidio Luigi Ponzo
- Enrico Rizzi
- Rocco Salini
- Stanislao Alessandro Sambin
- Sebastiano Sanzarello
- Renato Schifani
- Aldo Scarabosio
- Grazia Sestini
- Luigi Scotti
- Flavio Tredese
- Antonio Tomassini
- Sergio Travaglia
- Giuseppe Vegas
- Cosimo Ventucci
- Carlo Vizzini
- Guido Ziccone
- Alberto Pietro Maria Zorzoli

## Leva demokracija
- Maria Chiara Acciarini
- Gavino Angius
- Giuseppe Maria Ayala
- Fabio Baratella
- Franco Bassanini
- Marcello Basso
- Giovanni Vittorio Battafarano
- Giovanni Battaglia
- Luigi Berlinguer
- Norberto Bobbio
- Massimo Bonavita
- Daria Bonfietti
- Monica Bettoni Brandani
- Giovanni Brunale
- Massimo Brutti
- Paolo Brutti
- Milos Budin
- Rossano Caddeo
- Guido Calvi
- Franco Chiusoli
- Franco Debenedetti
- Francesco De Martino
- Leopoldo Di Girolamo
- Piero Di Siena
- Tana De Zulueta
- Antonio Falomi
- Elvio Fassone
- Angelo Flammia
- Giovanni Lorenzo Forcieri
- Vittoria Franco
- Costantino Garraffa
- Mario Gasbarri
- Fausto Giovannelli
- Vito Gruosso
- Luciano Guerzoni
- Antonio Iovene
- Aleandro Longhi
- Loris Giuseppe Maconi
- Andrea Manzella
- Alberto Maritati
- Giuseppe Mascioni
- Accursio Montalbano
- Esterino Montino
- Enrico Morando
- Giovanni Pietro Murineddu
- Gianni Nieddu
- Maria Grazia Pagano
- Gaetano Pascarella
- Giancarlo Pasquini
- Stefano Passigli
- Claudio Petruccioli
- Giancarlo Piatti
- Ornella Piloni
- Antonio Pizzinato
- Antonio Rotondo
- Cesare Salvi
- Rosa Stanisci
- Fulvio Tessitore
- Giorgio Tonini
- Lanfranco Turci
- Antonio Vicini
- Massimo Villone
- Bruno Viserta Costantini
- Walter Vitali
- Luigi Viviani

## Nacionalna zveza
- Alberto Balboni
- Antonio Battaglia
- Francesco Bevilacqua
- Luigi Bobbio
- Michele Bonatesta
- Giuseppe Bongiorno
- Ettore Bucciero
- Antonino Caruso
- Giovanni Collino
- Giuseppe Consolo
- Carmine Cozzolino
- Cesare Cursi
- Euprepio Curto
- Paolo Danieli
- Riccardo De Corato
- Mariano Delogu
- Vincenzo Demasi
- Domenico Fisichella
- Michele Florino
- Lamberto Grillotti
- Domenico Kappler
- Luciano Magnalbò
- Alfredo Mantica
- Alberto Felice Simone Massucco
- Renato Meduri
- Giuseppe Menardi
- Franco Mugnai
- Giuseppe Mulas
- Domenico Nania
- Lodovico Pace
- Mario Palombo
- Riccardo Pedrizzi
- Piero Pellicini
- Francesco Pontone
- Salvatore Ragno
- Roberto Salerno
- Learco Saporito
- Giuseppe Semeraro
- Franco Servello
- Maria Grazia Siliquini
- Giuseppe Specchia
- Filomeno Biagio Tatò
- Giuseppe Valditara
- Lucio Zappacosta

## Marjeta - Oljka
- Stefano Bastianoni
- Alessandro Battisti
- Tino Bedin
- Carlo Bo
- Willer Bordon
- Renato Cambursano
- Pierluigi Castellani
- Mario Cavallaro
- Tommaso Coletti
- Romualdo Coviello
- Nando Dalla Chiesa
- Natale D'Amico
- Giampaolo D'Andrea
- Franco Danieli
- Cinzia Dato
- Ida Maria Dentamaro
- Bruno Dettori
- Lamberto Dini
- Emanuela Baio Dossi
- Mauro Fabris
- Nicodemo Francesco Filippelli
- Aniello Formisano
- Antonio Gaglione
- Paolo Giaretta
- Michele Lauria
- Severino Lavagnini
- Ettore Liguori
- Marina Magistrelli
- Nicola Mancino
- Roberto Manzione
- Antonio Michele Montagnino
- Alberto Adalgiso Monticone
- Egidio Enrico Pedrini
- Pierluigi Petrini
- Franco Righetti
- Andrea Rigoni
- Giuseppe Scalera
- Albertina Soliani
- Paolo Emilio Taviani
- Patrizia Toia
- Tiziano Treu
- Giuseppe Vallone
- Donato Tommaso Veraldi

## Unija krščanskih demokratov in sredine
- Ugo Bergamo
- Leonzio Borea
- Francesco Bosi
- Luciano Callegaro
- Pietro Cherchi
- Amedeo Ciccanti
- Melchiorre Cirami
- Luigi Compagna
- Mauro Cutrufo
- Corrado Danzi
- Francesco D'Onofrio
- Maurizio Eufemi
- Alessandro Forlani
- Michele Forte
- Giuseppe Gaburro
- Renzo Gubert
- Antonio Iervolino
- Graziano Maffioli
- Gianluigi Magri
- Salvatore Meleleo
- Gino Moncada
- Gaetano Antonio Pellegrino
- Maurizio Ronconi
- Calogero Sodano
- Domenico Sudano
- Ivo Tarolli
- Gino Trematerra
- Gianfranco Tunis
- Tomaso Zanoletti

## Severna liga
- Sergio Agoni
- Rossana Boldi
- Guido Brignone
- Roberto Calderoli
- Roberto Castelli
- Umberto Chincarini
- Andrea Corrado
- Paolo Franco
- Cesarino Monti
- Francesco Moro
- Celestino Pedrazzini
- Luigi Peruzzotti
- Ettore Pietro Pirovano
- Fiorello Provera
- Piergiorgio Stiffoni
- Francesco Tirelli
- Antonio Gianfranco Vanzo

## Zeleni - Oljka
- Stefano Boco
- Francesco Carella
- Fiorello Cortiana
- Loredana De Petris
- Anna Donati
- Francesco Martone
- Angelo Muzio
- Natale Ripamonti
- Sauro Turroni
- Giampaolo Zancan

## Za avtonomije
- Gianni Agnelli
- Giulio Andreotti
- Mauro Betta
- Renzo Michelini

## Južnotirolska ljudska stranka
- Helga Thaler Ausserhofer
- Alois Kofler
- Oskar Peterlini

## Dolinoaostska zveza
- Augusto Rollandin

## Evropska demokracija
- Giuseppe Ruvolo
- Francesco Salzano

## Mešana
- Cesare Marini
- Tommaso Casillo
- Giovanni Crema
- Ottaviano Del Turco
- Gerardo Labellarte
- Maria Rosaria Manieri
- Luigi Malabarba
- Giorgio Malentacchi
- Tommaso Sodano
- Livio Togni
- Luigi Marino
- Gianfranco Pagliarulo
- Elidio De Paoli
- Francesco Antonio Crinò
- Antonio Del Pennino
- Luigi Caruso
- Valerio Carrara
- Achille Occhetto
- Giuliano Amato
- Francesco Cossiga
- Giovanni Leone
- Oscar Luigi Scalfaro
- Sergio Zavoli